# 自由式輪滑
自由式輪滑（英語：Inline Freestyle），是現代滾軸溜冰競技項目之一，由花式繞樁、速度過樁、花式剎停及自由跳高四個子項所組成，於2009年，WORLD SKATE的前身組織FIRS正式承認其為官方滾軸運動競技項目。

## 項目及歷史
自由式輪滑於2016年被正名為Inline Freestyle，但Inline並非指其必須使用單排輪鞋（Inline skates），實際上賽例容許使用雙排輪鞋（Roller skates）進行比賽。
由於著重地面滑行技術，歷史上的自由式輪滑也被稱為平地花式，由於自由式輪滑包括了繞樁、競速及飄移等技術，與出現於各種滑行類運動中的平地花式（FLAT LAND）所指的技術有著很大不同之處，故從未被冠以"FLAT LAND"等字眼。
自由式輪滑起源於歐洲，最早可以追溯至80年代，最初只是一種在小型障礙物之間穿插競速的街頭文化，隨著輪鞋科技及技術演進，自由式輪滑漸漸形成獨有的技術體系，在1997年至2002年間，法國玩家塞巴斯蒂安·拉法格把自己的技術系統化出48式基礎動作，並制定了花式繞樁的三種樁間距離，奠定了現代自由式輪滑的大方向。
自由式輪滑包含四大類，共六項比賽：
-速度過樁 Speed Slalom
速度過樁比拼選手的單腳過樁速度，選手先進行12米的助跑，後以單腳S型扭過20個間距80cm的樁，並需要衝過距離尾樁80cm的終點線。
速度過樁有分為自由出發、以計時方式進行的計時賽，及以計時賽成績決定比賽排位的對抗賽，對抗賽會以發令起跑、一對一形式進行三局兩勝的淘汰賽。多數情況下，計時賽會作為預賽進行，並以對抗賽作決賽以決出勝負。
於非官方的業餘賽事中，亦經常出現作為入門版本的雙足S型繞樁賽，除了能以雙腳繞樁外，多數情況下會縮短助跑距離，並使用更大的樁距，降低參賽門檻。
-花式繞樁Freestyle Slalom
花式繞樁比賽時會有三排分別間距120cm、80cm及50cm的樁列。其中80cm及50cm有20個樁，而120cm則為14個，而花式繞樁比賽現分為三項：
1. 花式繞樁 Classic：選手會有最少1分45秒至最多2分鐘的時限，配合自選的背景音樂做出一套組合動作，裁判會根據其「技術難度」及「藝術表現」而進行綜合評分。
2. 雙人花式繞樁 Pair：賽例基本與單人一樣，時限則增加為2分40秒至3分鐘，而評分因素會增加「同步性」一項。
3. 花式對抗 Battle：選手將會以4人為一組，每人有兩到四次、每次30秒的機會進行技術競賽，裁判主要按選手的技術難度排列名次，名次較高者勝出到下一輪，Battle的比賽會多一行間距80cm，但只有十個的樁列。

-剎停對抗 Slide Battle
又稱花式剎停，選手將會以不同的姿勢使輪子突破摩擦力造成飄移狀態，比賽形式與花式對抗類似，每位選手將有25米的起步衝程，有其後15米開始以各種不同的動作進行剎停，最後在終點線前停下，裁判會按其飄移距離及動作難度作出名次排列，名次較高者勝出到下一輪。
-自由跳高 Free Jump
自由跳高規則上與田徑跳高類近，選手在一個高度上會有2至3次的機會起跳，成功後就進入下一輪次，試跳機會用完都失敗則淘汰，亦可選擇略過某一個高度，等到想跳的高度再跳。 與田徑跳高不一樣的是，選手需要成功著地才算試跳成功。
- 一些未正式被承認的項目
- TRICK SLALOM - 起源於日本的非官方項目，使用更巨大的樁並且樁間距離更闊，選手會起跑後入樁做出一連串花式動作。
- IMPRO SLALOM - 起源於中國的非官方項目，選手只使用一條80cm的樁列，並進行以步法及連接動作為主的表演，相對於花式繞樁，更著重於藝術表現及即興創作能力，類近於花樣滑冰中的冰舞項目。

## 技術特點及規則
自由式輪滑包含了花式、競速、飄移及跳高四種技術，是滾軸運動中少數包含多種不同類競技的項目。
自由式輪滑中最主要的構成為「樁」及「地面」，所有的項目都是於平地進行，而六大項中有四項都需要繞樁，由於容易與滾軸迴轉INLINE SLALOM混淆，現時於官方比賽中已避免使用SLALOM字眼。

### 速度過樁
速度過樁為自由式輪滑最原始的比賽模式，現時形式被規限成經過12米起跑後，以單腳、S型繞過20個每個間距80cm的樁，並於最後衝過相距最後一個樁80cm的終點線。 每誤樁一個角標加該趟秒數0.2秒。最多誤樁為4隻角標,第五隻角樁即為淘汰。
速度過樁由於只有28米的競速距離，相較速度滾軸溜冰等競速類項目，起跑及助跑過程對賽果的影響更大，故相較前者，速度過樁的起跑有著更多的規限，除了專責檢視繞樁過程的跟樁裁判，於起跑區、首樁及終點線都設有獨立的裁判。
預賽時，裁判發令，選手就位，預備，就可以自行出發。起跑筐內的腳不能抬起。
決賽時，裁判發令，選手就位，預備，鳴槍（蹦）出發。其預備當下不能再做其餘動作到鳴槍前有動作是同犯規！

### 花式繞樁
花式繞樁泛指於樁列中進行花式動作的技巧，主要著眼地面上繞樁的技術，現時花式繞樁的技術被分成5種：
- 其他類：泛指任何四大類以外的繞樁動作
- 跳躍類：繞樁時會有雙腳同時離地的動作
- 蹲坐類：繞樁時膝蓋摺幅達到臀部比膝蓋低、或大腿上沿與地面平行的動作
- 旋轉類：持續以畫圓周或自體為圓心方式旋轉的動作
- 單輪類：以蹤向方式過樁的動作，包括向前、向後及前後轉換，其中單輪指以一個輪子完成的動作，以單腳進行的蹤向動作亦算在該類別。

單人及雙人花式繞樁與花樣滑冰單人及雙人項目經常被比較，兩項運動主要相同點為評分方向都是技術難度、滑行品質及藝術表現三個方向，而主要不同點為花樣滑冰規限指定的動作為技術難度指標，花式繞樁則不限，只要動作結構符合上述五大分類、同一個動作在至少連續四個樁範圍進行了相同循環或旋轉動作轉動了三個圈，就能成為「有效動作」，並作為技術難度的得分點。
自由式輪滑在歐洲的萌芽時期，比賽形式最初只有以不同動作進行蹤向的繞樁競速，及後「CRAZY」動作的出現打破了繞樁只能蹤向移動的概念，並開始流行比拼不同花式動作，比賽概念與霹靂舞、極限滾軸溜冰類似，以動作本身為單位及重點，與音樂的融合及藝術表現並不是當時重點。
自由式輪滑傳播至亞洲後，亞洲玩家則探討出與歐洲不同風格的花式繞樁技術，更著重於動作與肢體的流暢配合，韓國選手Kim Sung Jin成功地兼顧歐洲所重視的動作難度及亞洲所重視的表演風格，奠定了現代花式繞樁的競技模式。
於2008年前，除了單人以外亦流行團體形式進行的多人花式繞樁，2009年後，團體形式被取消，並正式建立雙人花式繞樁項目。
同一時間，以動作難度為重點的花式對抗亦由歐洲開始漸漸成為獨立競賽項目，相較於單人及雙人花式繞樁，花式對抗更接近於萌芽時期的花式繞樁。

### 花式剎停
花式剎停泛指使輪子橫向打滑的技術，出現時期已不可考，90年代前單排輪鞋的鞋身物料無法提供強大的支撐力，而雙排輪鞋的輪底磨擦表面積太大，無法支持玩家進行長距離的飄移，但在自由式輪滑鞋出現後打破了該局面，約2006年開始出現花式剎停的比賽。 現時官方制定的規例中，就把剎停的技巧分成了5類：
- 類型一: 後溜剎停  – 任何剎停方向向後的動作
- 類型二: 外刃剎停  – 剎停腳使用外刃剎、或平衡方法相近於外刃剎的動作。
- 類型三: 雙腳正向剎停  – 任何雙腳同時剎停，而方向面向身體正前方。
- 類型四: 內刃剎停  – 剎停腳使用內刃剎、或平衡方法相近於內刃剎的動作。
- 類型五: 雙腳側向剎停  – 任何雙腳同時剎停，而方向面向身體側面。

花式剎停的動作結構必須為質量把飄移腳往前推進，以滾軸溜冰中的基本動作「T字剎停」為例子，T字剎停的結構為前腳支撐上身並滑行，後腳沒有負重並由前腳及身體橫向拖行，並不滿足花式剎停的動作要求。
花式剎停的比賽形式為剎停對抗，與花式對抗類近，選手必須經過多輪賽事決出勝負。

## 對滾軸運動的影響
自由式輪滑由於對場地及裝備要求相對簡單，於2000年代開始，發展速度遠遠超越其他滾軸運動，
由於自由式輪滑鞋相對其他輪鞋種類更能泛用於各種休閑玩法，逐漸取代支撐力不足的休閑鞋，甚至影響各種非傳統項目選用自由式輪滑的鞋身作競賽裝備，造成輪鞋工業出現大洗牌現象。
相較其他項目，自由式輪滑的各種原始玩法首先探討了滾軸溜冰中不同類別技術之間的融合，並逐漸影響其他項目的技術演進，甚至於2010年代開始出現更多融合類的技術。

## 比賽
現時由WORLD SKATE所認可的比賽中，最高等級的是每年舉辦的世界錦標賽，及隔年進行一次的Worldd Skate Game。
其次是歐洲錦標賽及亞洲錦標賽，從2017年開始，世界大學生運動會、亞洲運動會、世界運動會亦逐漸出現自由式輪滑的身影。